# Minbach
Der Minbach ist ein Fließgewässer im mittelfränkischen Landkreis Roth in Bayern, das nach seinem etwa acht Kilometer langen Lauf in nordwestlicher Richtung südlich von Hofstetten von rechts in die Roth mündet.

## Geographie

### Verlauf
Die Quelle des Minbachs befindet sich südwestlich des Hilpoltsteiner Ortsteils Weinsfeld. Von dort fließt er in Richtung Mindorf und daran südwestlich vorbei, ehe er sich Richtung Westen nach Pyras und dabei für etwa 2 Kilometer auf dem nördlichsten Ausläufer des Marktes Thalmässing bewegt. Auf diesem Weg dient der Bach als Zulauf mehrerer Weiher. Nördlich von Pyras wurde der Minbach im Zuge der verworfenen „Mindorfer Linie“ mit einer Tunnelröhre überbaut.
Hinter Pyras fließt der Minbach weiter nordwestlich über die teils bewaldeten und sandigen Böden in Richtung Hofstetten, wo er in die Roth mündet. Kurz zuvor befindet sich die Schweizermühle, deren Mühlrad durch den Minbach angetrieben wird.

### Zuflüsse
Der Minbach hat neben mehreren (aufgrund ihrer geringen Größe) unbenannter Bäche und Rinnsale folgende kartierte Zuflüsse:
- Freibach, von links ca. 500 m westlich von Mindorf von Süden aus Richtung Heindlhof/Zereshof kommend.
- Fürbach, von rechts ca. 500 m nordwestlich von Pyras von Nordosten aus Richtung Jahrsdorf kommend.